# WISE J224607.57-052635.0
WISE J224607.57-052635.0  es una galaxia infrarroja ultraluminosa (ELIRG, del inglés Extremely Luminous Infrared Galaxy), descubierta con el telescopio WISE, debido a su intensidad luminosa fue clasificada en el año 2015, como la galaxia más luminosa del Universo. Su brillo es aproximadamente 300 billones de veces superior al del Sol de la Vía Láctea (349×1012). La luz se genera en un cuásar que tiene 10 mil millones de veces la masa del Sol, la fuente es un agujero negro supermasivo existente en su centro que convierte en rayos radiación infrarroja la capa de polvo que envuelve la galaxia, siendo detectado por la cámara térmico instalada en el telescopio. La galaxia produce 10.000 veces más energía que la Vía Láctea, aun siendo más pequeña que esta última, encontrándose a una distancia de 12,5 billones de año luz desde la Tierra.